# Edmundo Maristany
Edmundo Maristany (* 1895 in Las Flores; † 1983 in La Plata) war ein argentinischer Astronom. Er war einer der Entdecker des Kometen C/1927 X1 (Skjellerup-Maristany) und arbeitete als Zeichner unter anderem für das Museum von La Plata. Seine Zeichnungen von Wirbeltieren wurden in verschiedenen wissenschaftlichen Arbeiten verwendet.
Darüber hinaus veröffentlichte er einen Band mit Sonetten mit dem Titel Sonetos de el espejo animado.